# Зуев, Иван Никитович
Иван Никитович Зуев (2 июня 1918, Новопокровка, Оренбургская губерния — 23 марта 1990, Варна, Челябинская область) — председатель колхоза «Новый Труд» Варненского района Челябинской области, Герой Социалистического Труда. Участник Великой Отечественной войны, старший лейтенант.

## Биография
Иван Никитович Зуев родился 2 июня 1918 года на хуторе Ново-Покровка Велико-Петровской волости Верхнеуральского уезда Оренбургской губернии, ныне посёлок — административный центр Покровского сельского поселения Варненского района Челябинской области.
Окончил 7 классов.
В 1934 году поступил учиться на агрономическое отделение в Красноуфимский сельскохозяйственный техникум Свердловской области.
В 1937 году был репрессирован, приговорен к трем годам лишения свободы.
В 1940 году освобождён.
После окончания техникума в 1940 году начал работать агрономом в Кулевчинской МТС.
В ноябре 1941 года был призван в ряды Красной Армии и направлен на учёбу в Смоленское военное пехотное училище.
С мая 1942 года в составе 201-го миномётного полка 12-й отдельной миномётной бригады РГК воевал на Юго-Западном, Воронежском и 1-м Украинском фронтах. Принимал участие в форсировании Днепра — в ложной переправе. Эта переправа проходила по классическому варианту: под огнём противника, на подручных средствах. На всех участников ложной переправы были заранее оформлены и отправлены похоронки. Выжить удалось чудом.
В 1943 году вступил в ВКП(б), в 1952 году партия переименована в КПСС.
За боевые заслуги награждён орденами: «Красной Звезды» и «Отечественной войны» I и II степени.
В сентябре 1944 года был тяжело ранен.
В апреле 1945 демобилизован по ранению в звании старшего лейтенанта. Вернулся в родной район.
С августа 1945 года работал агрономом Лейпцигской МТС.
В феврале 1952 года избран председателем колхоза «Новый Труд» Варненского района. Вкладывал в работу хлебороба всю душу, достигая высоких конечных результатов. Под руководством Зуева И. Н. в 1956 г в Алексеевке были построены новые детские ясли, радиоузел, библиотека, киноустановка, клуб. Колхоз добивался высокой продукции животноводства, рекордных урожаев (23ц с гектара в 1956 году)- гораздо выше, чем в среднем по району (план сдачи зерна был выполнен на 350 %); было поднято 5 тысяч гектаров целинных и залежных земель. За 3 года посевная площадь была увеличена на 3796 га. За освоение целинных земель и достигнутые высокие показатели в 1956 году многие колхозники были награждены правительственными наградами, а Зуев Иван Никитович стал первым и единственным председателем колхоза в нашем районе, удостоенным звания Герой Социалистического Труда. В 1957 году в колхозе был создан переходный фонд авансирования, установлены пенсии для престарелых членов сельхозартели. На посту председателя Иван Никитович отработал 10 лет.
Указом Президиума Верховного Совета СССР от 11 января 1957 года за особые заслуги в освоении целинных и залежных земель, в уборке урожая и хлебозаготовках Зуеву Ивану Никитовичу присвоено звание Героя Социалистического Труда с вручением ордена Ленина и золотой медали «Серп и Молот».
С 1963 года Зуев И. Н. работал главным агрономом совхоза «Карталинский».
Окончил курсы повышения квалификации в Курганском (1967) и Оренбургском (1968) сельскохозяйственных институтах.
С 1979 года на пенсии.
Жил в селе Варна Варненского района Челябинской области.
В 1987 г награждён почетной грамотой за большие заслуги перед Варненским районом.
Иван Никитович Зуев скончался 23 марта 1990 года. Похоронен в селе Варна Варненского сельсовета Варненского района Челябинской области, ныне село — административный центр Варненского сельского поселения того же района и области.

## Награды
- Герой Социалистического Труда, 11 января 1957 года
  - Орден Ленина № 297834
  - Медаль «Серп и Молот» № 6894
- Орден Отечественной войны I степени № 1512865, 1 августа 1986 года[1]
- Орден Отечественной войны II степени № 800568, 31 октября 1944 года[2], вручение 9 марта 1946 года
- Орден Красной Звезды № 722351, 30 июля 1944 года, вручение 1946 год
- Медали:
  - «За доблестный труд. В ознаменование 100-летия со дня рождения В. И. Ленина», 1 апреля 1970 года
  - «За победу над Германией в Великой Отечественной войне 1941—1945 гг.», 17 мая 1946 года
  - «20 лет Победы в Великой Отечественной войне 1941—1945 гг.», 20 июля 1966 года
  - «30 лет Победы в Великой Отечественной войне 1941—1945 гг.», 14 ноября 1976 года
  - «40 лет Победы в Великой Отечественной войне 1941—1945 гг.», 4 мая 1985 года
  - «За доблестный труд в Великой Отечественной войне», 5 ноября 1945 года
  - «За освоение целинных земель», 15 апреля 1957 года
  - «50 лет Вооружённых Сил СССР», 25 августа 1969 года
  - «60 лет Вооружённых Сил СССР», 7 мая 1979 года
  - «70 лет Вооружённых Сил СССР», 13 сентября 1988 года
- Почётные грамоты обкома КПСС и облисполкома Челябинской области.

## Память
- В с. Варна Челябинской области названа улица в честь героя- ул. Зуева
- Почётный гражданин города Карталы и Карталинского района Челябинской области (16 апреля 1971).